# Clintwood
Clintwood és una població dels Estats Units a l'estat de Virgínia. Segons el cens del 2000 tenia 1.549 habitants.

## Demografia
Segons el cens del 2000, Clintwood tenia 1.549 habitants, 672 habitatges, i 426 famílies. La densitat de població era de 313,1 habitants per km².
Dels 672 habitatges en un 21,9% hi vivien nens de menys de 18 anys, en un 44,8% hi vivien parelles casades, en un 15,5% dones solteres, i en un 36,5% no eren unitats familiars. En el 33,8% dels habitatges hi vivien persones soles el 17,7% de les quals corresponia a persones de 65 anys o més que vivien soles. El nombre mitjà de persones vivint en cada habitatge era de 2,1 i el nombre mitjà de persones que vivien en cada família era de 2,65.
Per edats la població es repartia de la següent manera: un 16,5% tenia menys de 18 anys, un 8,3% entre 18 i 24, un 23,2% entre 25 i 44, un 27,8% de 45 a 60 i un 24,3% 65 anys o més.
L'edat mediana era de 46 anys. Per cada 100 dones de 18 o més anys hi havia 81,5 homes.
La renda mediana per habitatge era de 22.663 $ i la renda mediana per família de 30.833 $. Els homes tenien una renda mediana de 29.844 $ mentre que les dones 21.250 $. La renda per capita de la població era de 16.323 $. Entorn del 16% de les famílies i el 21,6% de la població estaven per davall del llindar de pobresa.

## Poblacions més properes
El següent diagrama mostra les poblacions més properes.